# Idioma protoindoeuropeo
El protoindoeuropeo (abreviado PIE) es la hipotética protolengua, lengua madre reconstruida, que habría dado origen a las lenguas indoeuropeas. La reconstrucción lingüística se lleva a cabo sobre la evidencia de las consideradas como lenguas indoeuropeas descendientes, que lo sobrevivieron, mediante el método comparativo.
Técnicamente, se reserva el nombre protoindoeuropeo para designar la reconstrucción más temprana que se ha hecho del indoeuropeo común. Se acepta la fragmentación del IE (indoeuropeo) hacia el 3000 a. C. o un poco más tarde. Esta reconstrucción lingüística se efectúa mediante el llamado método comparativo a partir de las evidencias de similitudes entre el sánscrito, el griego clásico, el latín, el germánico y demás lenguas indoeuropeas.
El protoindoeuropeo no debe confundirse con el pre-protoindoeuropeo, parcialmente accesible mediante reconstrucción interna y que habría sido el antecesor del protoindoeuropeo propiamente dicho.
Posiblemente, el pueblo que hablaba dicha lengua se extendió demográfica, cultural o militarmente y acabó absorbiendo a otras etnias que hablaban previamente lenguas distintas; que posteriormente formarían los subgrupos lingüísticos derivados de la lengua madre común, con mayor o menor influencia de las lenguas previamente habladas en esas zonas.

## División dialectal

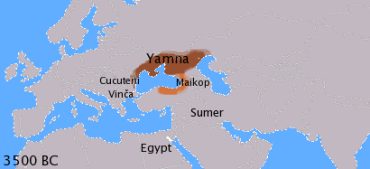
El protoindoeuropeo durante el periodo cultural kurgán.

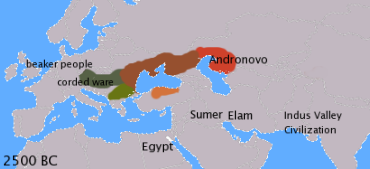
Indoeuropeo en el 2500 a. C.

Indoeuropeo en el 1500 a. C.

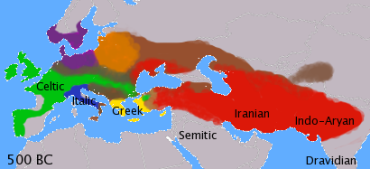
Indoeuropeo en el 500 a. C.

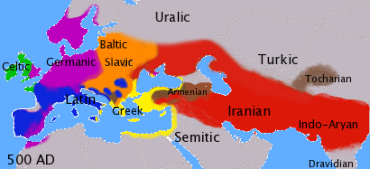
Durante el Imperio romano y las migraciones germánicas.

El hipotético idioma protoindoeuropeo, se sitúa entre los años 3500 y 2500 a. C. y habría estado formado por variedades dialectales estrechamente relacionadas. Las variaciones geográficas, aumentadas con el tiempo, produjeron una notable diferenciación que, con el tiempo, resultaría en las lenguas indoeuropeas muy diferentes actualmente. El conocimiento que se tiene de esta lengua se debe al método comparativo y al desarrollo moderno del mismo: la lingüística histórica. Esos métodos permiten una reconstrucción  aproximada de muchas características del protoindoeuropeo; sin embargo, no son capaces de dilucidar con claridad el problema de la variación dialectal. De hecho, la diferenciación dialectal inicial del protoindoeuropeo no se puede conocer y ha sido objeto de controversia. Se considera que las agrupaciones actuales de las lenguas indoeuropeas deben reflejar de alguna manera la diferenciación inicial del protoindoeuropeo.
Se cree que la primitiva civilización indoeuropea, que habitaba entre el norte del Cáucaso y el norte del mar Caspio, se desarrolló durante el milenio iv a. C.
Entre los años 4000 y 3500 a. C., se produjeron sus primeros movimientos migratorios hacia los actuales territorios de Ucrania, Rumanía, los Balcanes y el este de Hungría. En una segunda oleada (entre los años 3500 y 3000 a. C.), los primitivos pueblos indoeuropeos se habrían asentado en Europa central y septentrional, la región balcánica, Anatolia y norte de Irán. Por último, se produjo su desplazamiento hacia Grecia y la zona mediterránea oriental. Durante el curso de su expansión, los indoeuropeos entraron en contacto con otras poblaciones, cuya lengua fue reemplazada por la de los conquistadores.

### Subgrupos principales
Si bien los grupos filogenéticos de nivel intermedio están claros (itálico, tocario, anatolio, helénico, germánico, indoiranio, etc), no existe un acuerdo sobre la relación exacta entre estos grupos y sobre cuál sería un árbol filogenético adecuado para la familia indoeuropea. En la actualidad existen dos modelos ampliamente comentados: el árbol de Gray-Atkinson (The 'New Zealand' family tree, 2003)
y el árbol de Ringe-Warnow-Taylor (The 'Pennsylvania' family tree, 2002).
El primero se basa estrictamente en léxico compartido y sustituido, mientras que el segundo se basa en isoglosas fonológicas y morfológicas. Aunque ambas clasificaciones presentan algunos puntos comunes,  también difieren de manera importante en otros detalles. Algunas de las unidades mínimas que ambos árboles coinciden en agrupar son:
1. anatolio
2. tocario
3. greco-armenio
4. albanés
5. balto-eslavo
6. indo-iranio
7. germánico
8. ítalo-celta

Cuando se intentan agrupar esos grupos, según diversos criterios surgen diferentes árboles, por lo que las relaciones de alto nivel, que presumiblemente deberían dar información sobre los dialectos originales del indoeuropeo, no parecen reconstruibles. Otra coincidencia universal en todas las clasificaciones es que el anatolio y el tocario fueron las primeras lenguas en separarse del tronco común (curiosamente estos dos grupos de lenguas no eran propiamente conocidos para los indoeuropeistas del siglo XIX).

### Satem/Centum
En el siglo XIX, August Schleicher y otros indoeuropeistas consideraron que la división fundamental venía dada por una isoglosa que dividía a la familia en dos grupos diferentes: Las lenguas indoeuropeas orientales o lenguas satem y las lenguas occidentales o lenguas centum, de acuerdo a la evolución del fonema /*kj/: en las primeras lenguas habría palatalización de este fonema en /*š/ (y posteriormente en algunas lenguas variaría a [ʃ], [ɕ] o [s]), mientras que en las segundas quedaría como velar. El ejemplo más divulgado de esta división, y que da nombre a la propia división, es el del cambio que se observa de la palabra indoeuropea *kntom ‘ciento’, que en sánscrito es śatam [ɕa'təm] y en latín es centum ['kentum], mientras que en avéstico la palabra se convirtió en satem [sa'təm]. Por eso las lenguas indoeuropeas se han clasificado bien por pertenecer a la rama occidental (del centum), o bien a la oriental (del satem).
Ciertas familias de idiomas de origen indoeuropeo (albanés, armenio, indoiranio, eslavo y en parte el báltico), son lenguas satem. No obstante, este rasgo hoy se considera marginal y resultado de una difusión relativamente tardía de una isoglosa que, con grados diferentes de exhaustividad, afectó principalmente a las lenguas orientales.
Sin embargo, las lenguas orientales como el tocario no presentan palatalización, sugiriendo que esta palatalización no jugó ningún papel en el indoeuropeo más antiguo. Además se considera que otros rasgos distintivos son más importantes dentro de la familia indoeuropea.
La primera división de las lenguas indoeuropeas es la de los grupos danubiano y nórdico.

### Antiguo europeo
El antiguo europeo fue propuesto inicialmente, presuponiendo que existió una lengua precursora hablada en territorio europeo, que por diversificación dio lugar a los siguientes grupos:
- griego (dividido en aqueo, jonio —y de la mezcla de ambos eolio—, dorio, griego del noroeste y otros),
- itálico (origen del latín y lenguas cercanas, sabélico, osco-umbro y otros),
- celta (origen del bretón, britano, galo y otros) y
- germánico (dividido a su vez en la rama nórdica [origen del noruego, sueco, danés y otros], la rama gótica  y la rama alemana, origen del alemán, el inglés, el neerlandés y otros).

Sin embargo, estas lenguas, con mucha probablilidad, no constituyen una unidad filogenéticamente válida, ya que, por ejemplo, la rama griega muestra más cercanía con la rama armenia que con ningún otro grupo actual del indoeuropeo (la cercanía del griego con algunas lenguas paleobalcánicas no es bien conocida, pero podría ser similar a la que guarda con el armenio).

## El «pueblo» indoeuropeo
A pesar de algunos usos no científicos de la palabra, no hay evidencia científica de una etnia indoeuropea. Sin embargo, durante el siglo xix y la primera mitad del siglo xx, fue común usar el término para designar una supuesta raza, denominada raza aria. La palabra «ario» proviene del sánscrito arya de los textos védicos, quienes presumiblemente llevaron las lenguas indoeuropeas al Indostán. De acuerdo a las suposiciones de algunos autores del siglo xix, dicha raza aria se caracterizaba por la piel blanca y los cabellos claros. Con el auge  del nacionalsocialismo al poder, el término alcanzó mayores niveles de manipulación. Al final de la Segunda Guerra Mundial, los estudiosos empezaron a plantearse limitar la utilización del término a lo estrictamente lingüístico.
El término «indoeuropeo» solo está correctamente definido en contextos lingüísticos, y se presupone que existió algún tipo de etnia o grupo de etnias que hablaban lenguas indoeuropeas. No obstante, la identificación arqueológica de algunos pueblos antiguos con las etnias indoeuropeas sigue siendo controvertida.

## Reconstrucción y descripción del pIE
Si bien el proto-indoeuropeo es una lengua muerta no testimoniada directamente por escrito, es posible reconstruir gran parte de su fonología y gramática a partir de los testimonios lingüísticos de idiomas afines entre sí mediante el llamado método comparativo. Actualmente, existe bastante consenso sobre la reconstrucción lingüística realizada sobre las lenguas indoeuropeas (IE), que permite reconstruir diversos estratos. El estrato más reciente, es el llamado IE III o protoindoeuropeo clásico o brugmaniano, que sería la fuente directa de casi todas las lenguas indoeuropeas, excepto las lenguas anatolias, y es el que se trata más ampliamente en las obras. Se ha apuntado que, comparando el IE III y las lenguas anatolias, se puede reconstruir parcialmente una lengua algo más antigua llamada IE II, con características notoriamente diferentes de las del IE III. Anterior al IE II sería el indoeuropeo preflexional o IE I.
La parte más fácilmente reconstruible es el nivel léxico y la fonología de la lengua. También, es posible reconstruir gran parte de la morfología nominal y verbal, a partir de la evidencia de las lenguas indoeuropeas posteriores. Todo elemento léxico o gramatical reconstruido se denomina, protoforma —de ahí el nombre de ‘protoindoeuropeo’—, que se suele preceder de un asterisco para indicar que no está realmente testimoniada, sino que se supone que era así.

### Inventario fonológico
El inventario fonológico del protoindoeuropeo fue reconstruido por primera vez, con ciertas garantías, en la segunda mitad del siglo XIX. Desde entonces se han propuesto algunas revisiones del número de fonemas y de la realización de los mismos. El sistema reconstruido es el siguiente:
|            |            | Labial | Alveolar | Palatal | Velar | Labio- velar | Glotal  |
| ---------- | ---------- | ------ | -------- | ------- | ----- | ------------ | ------- |
| Oclusiva   | sorda      | *p     | *t       | *ḱ      | *k    | *kʷ          | *h₁ (ʔ) |
| Oclusiva   | sonora     | *b     | *d       | *ǵ      | *g    | *gʷ          |         |
| Oclusiva   | aspirada   | *bʰ    | *dʰ      | *ǵʰ     | *gʰ   | *gʷʰ         |         |
| Fricativa  | Fricativa  |        | *s       |         |       | *h₃          | *h₂     |
| Sonorantes | Sonorantes |        | *r, *l   | *y      |       | *w           |         |
| Nasal      | Nasal      | *m     | *n       |         |       |              |         |

En las reconstrucciones modernas no existen discrepancias serias en cuanto al número de oclusivas, aunque la articulación precisa de las mismas, es dudosa. Tradicionalmente, se había supuesto que el alófono principal de las mismas es el mostrado en la tabla, pero la hipótesis glotálica, propuesta para explicar la baja frecuencia de /*b/, argumenta que /*p, *b, *bʰ/, de la reconstrucción tradicional, se habrían articulado como: /*p[h], *pʼ, *b[h]/ , respectivamente (y similarmente para la serie alveolar, velar palatalizada, velar plana y labiovelar). Incluso se ha propuesto que la diferencia entre lo que tradicionalmente se llamaron oclusivas sordas, sonoras y aspiradas, podría haber estado basada en fonaciones más complejas que la diferencia sorda/sonora.
También se ha argumentado contra la reconstrucción de dos series: velares palatalizadas /*kʲ, *gʲ, *gʲʰ/ y velares planas /*k, *g, *gʰ/, en lugar de una. Parece que la primera serie aparece abrumadoramente en entornos palatales, y podría ser que, aunque existiera una diferencia alofónica en algunos dialectos, tal vez las dos series no se trataran de fonemas independientes.
Finalmente, existen tres fonemas laringales /*h₁, *h₂, *h₃/ cuya reconstrucción está fuera de toda duda, sobre la base de alternancias vocálicas y su testimonio directo en anatolio. Sin embargo, su realización fonética es altamente especulativa, siendo consideradas generalmente fonemas cuyo punto de articulación está en la parte posterior del tracto bucal. Algunos autores reconstruyen un número mayor de fonemas laringales, aunque su distintividad fonológica respecto a las tres laringales clásicas es muy discutida.
En cuanto a las vocales, el último estado del indoeuropeo no anatolio (llamado a veces pIE III o indoeuropeo tardío) distinguía entre vocales largas y breves. Usualmente se reconstruye el sistema como formado por las vocales /*i, *e, *a, *o, *u; *ī, *ē, *ā, *ō, *ū/. Sin embargo, en un estado anterior el sistema, podría haber estado formado por solo tres vocales /*e, *a, *o/ siendo inicialmente los sonidos [i, u] variantes alofónicas en posición de núcleo de sílaba de las resonantes /*y, *w/, respectivamente. Las vocales largas podrían ser todas efectos de alargamientos morfológicos o de las secuencias vocal + laringal: *ī< *iH, *ē < *eh₁, *ā< *ah ~ eh₂, *ō< *oH ~ eh₃, *ū< *uH.
Cada palabra del proto-indoeuropeo poseía una única sílaba acentuada que recibía la mayor carga tonal. Se trataba también de un elemento con valor fonemático, es decir, que se utilizaba para señalar las diferentes categorías gramaticales de las palabras (de forma parecida a como ocurre actualmente en inglés o en español, que poseen dobletes del tipo increase [sustantivo: ‘incremento’] / increase [verbo: ‘aumentar’] , rebel [sustantivo: ‘rebelde’] / rebel [verbo: ‘rebelarse’], y ‘término’, sustantivo / ‘termino’, verbo). Por ejemplo, en la declinación nominal de algunos sustantivos como *pṓd-s ‘pie’, el nominativo y el acusativo llevaban el acento prosódico en la raíz, mientras que el genitivo, el dativo y el instrumental, lo llevaban en el sufijo *ped-SÚF. Un fenómeno similar ocurría con los verbos.

### Leyes fonéticas
En el estudio de la evolución del antiguo indoeuropeo tuvo especial relevancia la determinación de leyes fonéticas como las leyes de Grimm y Verner, que establecieron una correspondencia fonética constante entre algunos fonemas de las distintas lenguas de la familia.
Un principio básico que se estableció entonces es el de la constancia del cambio fonético, que establece —de manera simplificada— que en el paso de la lengua madre a una lengua hija, si un sonido o serie de sonidos cambia, ese cambio se produce en todas las palabras en las que aparezca. Así, por ejemplo, sabemos que el verbo neerlandés hebben (< pIE *keh₂p-) no es cognado del español haber (< lat. habēre < pIE *gʰh₁bʰ-), sino de caber, puesto que, según lo que llamamos ley de Grimm, el fonema /k/ indoeuropeo pasa a /h/ en las lenguas germánicas (como el neerlandés), pero se conserva como /k/ en latín y griego.
La siguiente tabla muestra las principales correspondencias fonéticas entre las lenguas indoeuropeas más antiguas de cada rama por lo que respecta a los sonidos oclusivos:
| Oclusivas             | pIE            | griego antiguo  | latín          | irlandés antiguo | gótico        | armenio clásico | lituano   | eslavo antiguo | tocario       | hitita        |
| --------------------- | -------------- | --------------- | -------------- | ---------------- | ------------- | --------------- | --------- | -------------- | ------------- | ------------- |
| labiales              | *p, (*b), *bʰ  | p, (b), ph      | p, (b), f/b    | Ø, (b), b        | f/v, (p), b   | h/v, (p), b/v   | p, (b), b | p, (b), bh     | p, p, p       | p/b, p/b, p/b |
| alveolares            | *t, *d, *dʰ    | t, d, th        | t, d, f/d      | t, d, d          | Þ/d, t, d     | t/y, d, d       | t, d, d   | t, d, dh       | t, t, t       | t/d, t/d, t/d |
| velares palatalizadas | *kʲ, *gʲ, *gʲʰ | k, g, kh        | c, g, f/g/h    | c, g, g          | h/g, k, g     | s, c, j/z       | š, ž, ž   | s, z, z        | k/ś, k/ś, k/ś | k/g, k/g, k/g |
| velares               | *k, *g, *gʰ    | k, g, kh        | c, g, h/g      | c, g, g          | h/g, k, g     | k`, k, g        | k, g, g   | k, g, g        | k/ś, k/ś, k/ś | k/g, k/g, k/g |
| labio-velares         | *kʷ, *gʷ, *gʷʰ | p/t, b/d, ph/th | qu, gu/u, f/gu | c, b, g          | hw/w, q, gw/w | k/ç, g, g/j     | k, g, g   | k/č, g/ž, g/ž  | k/ś, k/ś, k/ś | kw, kw, kw    |

### Apofonía
Un rasgo característico del protoindoeuropeo es el sistema de alternancias vocálicas conocido como apofonía. Consiste en una serie ordenada de cambios vocálicos que servía para expresar distintas funciones gramaticales (al igual que ocurre en el inglés actual con algunos verbos irregulares, como write ‘escribo, -e’ y su pretérito wrote ‘escribí, -ió’). La apofonía afectaba en proto-indoeuropeo a las vocales e y o. La forma básica era siempre e, aunque esta vocal podía aparecer como o en ciertos contextos fonéticos, mientras que, en otros, ambos sonidos podían desaparecer por completo. Sobre esta base, en lingüística indoeuropea se habla de formas que muestran, respectivamente, el grado e (o grado pleno), el grado o y el grado cero: es lo que se conoce como apofonía cualitativa. Las vocales e y o podían aparecer además como sus correlatos largos ē y ō, en cuyo caso se habla de grado alargado: es lo que se conoce como apofonía cuantitativa.
El siguiente ejemplo sirve para ilustrar perfectamente todo lo anterior: la raíz indoeuropea *pṓd-s (gen. pḗd-s, ac. pód-m) ‘pie’ aparece en el grado e en su reflejo latino ped- (de donde proviene el español pedal), mientras que se conservó en el grado o en la correspondiente raíz griega pod- (como en podología). El grado cero *pd-, sin vocal alguna, aparece atestiguado en el sánscrito, y el grado o alargado en la raíz germánica *fōt- (en inglés foot ‘pie’), que proviene de la protoforma *pōd-. La acción conjunta de la apofonía cualitativa y la cuantitativa representaba un importante mecanismo de caracterización morfológica en indoeuropeo, ya que se utilizaba para representar las categorías gramaticales en sus diferentes formas flexivas.

### Flexión nominal
El protoindoeuropeo era una lengua flexiva, como la gran mayoría de lenguas indeoeuropeas posteriores, y la flexión afectaba a nombres, adjetivos, pronombres y verbos. En concreto, la existencia de flexión nominal, también llamada declinación, significa que un nombre tiene una terminación específica de acuerdo con su función gramatical o sintáctica en la oración. Estas terminaciones dependen del tema o paradigma al que el nombre o el adjetivo pertenecen, y en indoeuropeo básicamente dependen de la terminación de la raíz o lexema. Todos los paradigmas de declinación tienen ciertas similitudes y son reconstruibles fácilmente a partir de las lenguas indoeuropeas testimoniadas por escrito.
La flexión nominal acudía básicamente a desinencias o terminaciones especiales para modificar los nombres y adjetivos (aunque también hacía cierto uso de alternancias vocálicas). En el nombre, las dos categorías expresadas por la flexión son las de caso y número. La mayoría de las lenguas indeouropeas modernas, no obstante, han perdido gran parte de esta complejidad morfológica, presente el proto-indoeuropeo testimoniado en las lenguas indoeuropeas más antiguas de las que tenemos documentos.
La reconstrucción brugmaniana, a partir de las lenguas indoeuropeas clásicas, sin contar con el anatolio, sugería que el número de casos podría ser tan grande como ocho; y que la lengua tenía tres géneros gramaticales (masculino, femenino y neutro). A veces, a este estadio reconstruido aproximadamente por Brugman se le conoce como pIE-III. Sin embargo, el desciframiento del anatolio hizo dudar de algunos aspectos de esta reconstrucción, conjeturándose que pudo existir un estadio, llamado pIE-II, en que los géneros no se dividían en masculino/femenino/neutro, sino en animado/inanimado, tratándose de una lengua de tipología lingüística activa.
Algunos ejemplos de morfología: el sustantivo *ḱr̥h₂wós ‘ciervo’ está formado por la raíz *ḱerh₂- ‘cuerno’, el sufijo nominal -wó- y la desinencia casual de nominativo singular -s. La raíz contiene el núcleo semántico básico (la idea subyacente que motiva el significado de la palabra), mientras que el sufijo sirve para indicar la categoría morfológica a la que pertenece y la desinencia aporta información gramatical más detallada basada en la función sintáctica de la palabra. De esta forma, una única raíz como *preḱ- ‘pedir’ puede, dependiendo del sufijo que se le añada, formar un verbo en el grado cero *pr̥sḱéti ‘pedir, preguntar’ (> latín pōscere), un sustantivo en el grado e *preḱ- ‘oración’ (lat. prex, gen. precis) o un adjetivo en el grado o *proḱ-o- ‘pretendiente’ (lat. procus).

### Flexión verbal
Antes del descubrimiento y comprensión adecuada del hitita, varios indoeuropeistas habían propuesto un modelo preliminar de las categorías y conjugación de los verbos en protoindoeuropeo, conocido actualmente como «modelo indo-griego» por ser el sánscrito y el griego antiguo las lenguas que mostraban un mayor grado de retención o conservadurismo respecto al sistema reconstruido. En este sistema, que pudo ser posterior al pIE III, existen, aparentemente, un sistema de dos voces (activa y medio-pasiva), cuatro modos (indicativo, subjuntivo, optativo e imperativo) y tres tiempos (presente, aoristo y perfecto). No obstante, este último accidente gramatical no representaba una marca directa y explícita del verbo indoeuropeo (hecho que sí se generalizó en todas las lenguas que derivaron de él), ya que lo que se establecía en realidad eran relaciones aspectuales, basadas en el tipo de actividad expresada por el verbo (momentánea, continua, iterativa, etc.).
La flexión verbal usa casi exclusivamente sufijos, con dos excepciones: el aumento *e- en el imperfecto (conservado solo en griego: leípō (< *leikʷ-ō) - élipon (< *e-likʷ-), armenio e indoiranio) y el infijo *-n-, testimoniado en latín vīncō ‘venzo’ - vīcī ‘vencí’, linquō ‘dejó [atrás]’ (< *li-n-kʷ-) - lictus ‘dejado [atrás]’ (< *likʷ-tos) y de la misma raíz en sánscrito riṇakti (< *li-ne-kʷ-) ‘deja [atrás]’  - rikthās. El resto de los prefijos encontrados en indoeuropeo son siempre prefijos derivativos.
Además, el verbo, como prácticamente todas las lenguas indoeuropeas modernas, poseía marcas de persona (primera, segunda y tercera) y número (singular, plural y dual).

### Sintaxis
Algunos autores han argumentado que la sintaxis, al ser altamente composicional, es una de las partes de la gramática que puede presentar mayor variación temporal y que sobre la base de la evidencia existente no sería posible reconstruir la sintaxis del pIE. Aunque la mayoría de las lenguas antiguas tienen una fuerte evidencia estadística en favor del orden SOV, eso no constituye una prueba definitiva del orden sintáctico. Algunas expresiones nominales fosilizadas en forma léxica, como déspota < *déms-pot- 'señor de la casa', sugieren que el genitivo precede al nombre, estando en este caso el núcleo del sintagma nominal situado al final.
Aunque la reconstrucción del orden sintáctico es compleja, otros aspectos, como la naturaleza de la negación, el marcaje de la coordinación y la subordinación, pueden ser mejor reconstruidos.

### Léxico
Los métodos de la lingüística histórica han permitido identificar una gran cantidad de raíces indoeuropeas, y actualmente existen diccionarios con varios miles de términos. Sin embargo, aunque resulte sencillo identificar raíces a partir de la comparación de las lenguas indoeuropeas y reconstruir su forma original, es más difícil asegurar que una determinada forma léxica (raíz + morfemas derivativos + morfemas flexivos) existió realmente en indoeuropeo, ya que los detalles concretos de la morfología léxica del indoeuropeo no son fácilmente reconstruibles a partir de la comparación.
El principal mecanismo para la formación de palabras en indoeuropeo era la composición o combinación de dos palabras distintas para formar una sola.

### La fábula de Schleicher
En 1868, el filólogo alemán August Schleicher creó un texto artificial compuesto en el idioma reconstruido protoindoeuropeo (PIE). Se llama La oveja y los caballos.

### Estadios reconstruibles
La reconstrucción lingüística de las lenguas indoeuropeas mejor documentadas permitió ya en el siglo XIX reconstruir con mejor aproximación la fonología y gramática del indoeuroepo antiguo. Esta primera reconstrucción del indoeuropeo más reciente se conoce como pIE-III. La reconstrucción interna sobre esa primera reconstrucción permite reconstruir otros estadios más antiguos, el pIE-II y el pIE-I.
El estadio preprotoindoeuropeo pIE-II es la lengua a partir de la cual se formó el protoindoeuropeo reciente o pIE-III. Por razones de cercanía temporal, el protoindoeuropeo reciente es mejor conocido y reconstruible en mayor detalle que el preprotoindoeuropeo pIE-II. El pIE-II es también una lengua sintética, cuya flexión es no temática, frente al pIE-III, donde predomina la flexión temática y la flexión no temática es secundaria. Anterior al pIE-II es el pIE-I, que es una lengua más aislante y con flexión posiblemente muy reducida. Las características principales de estos tres estadios serían:
- IE III (indoeuropeo clásico), que tiene una morfología plenamente desarrollada similar a la del griego y sánscrito, distinciones de género (masculino, femenino, neutro) y en el que las laringales podrían haber desaparecido o estar en proceso de desaparición.
- IE II (preindoeuropeo monotemático), que no tendría todos los tiempos y modos encontrados en lenguas como el griego, el sánscrito y el latín, y que carecería de flexión temática como la encontrada en la mayor parte de las lenguas indoeuropeas. El IE-II tendría plenamente vigentes las laringales y distinciones de género de tipo animado/inanimado, de manera similar a lo que se encuentra en el idioma hitita y otras lenguas del grupo anatolio.
- IE I sería un estadio imperfectamente conocido y deducible de arcaísmos encontrados en todas las ramas. En este estadio, gran parte de las características del indoeuropeo clásico no existirían, y el IE-I sería una lengua relativamente aislante.

## Relación con otras lenguas
Hasta donde es accesible, el preprotoindoeuropeo (pIE I) resulta ser una lengua con bastante menos morfología que el indoeuropeo más reciente. A juzgar por los datos de las lenguas indoeuropeas anatolias, el preprotoindoeuropeo habría carecido de género gramatical y del amplio sistema de caso morfológico que exhiben lenguas como el griego, el sánscrito o el latín, y que se remontaría al indoeuropeo más reciente. Algunos autores, como Rodríguez Adrados, han llegado a afirmar que la ausencia de ciertas categorías en las lenguas anatolias, como el hitita, son un reflejo de cómo era el preprotoindoeuropeo (alternativamente, otros autores explican la ausencia de estas categorías en anatolio como una pérdida a partir de un sistema morfológicamente «más rico»). Se ha estimado que el preprotoindoeuropeo se habría empezado a hablar hacia 5000 a. C. y hasta 3000 a. C., en que se separó la rama anatolia.
Hipótesis adicionales, bastante controvertidas, proponen que el preprotoindoeuropeo provendría de protolenguas más antiguas como el protosapiens del que derivarían todas las lenguas del mundo, el protoboreano del que se derivarían todas las lenguas de Eurasia, América, África del Norte, Polinesia y Micronesia, el protonostrástico del que se derivarían las lenguas afroasiáticas, drávidas, kartvelianas, amerindias y en última instancia del protoeuroasiático junto con las lenguas altaicas, esquimo-aleutianas, chukoto-kamchatka, posiblemente pasando por un protoindourálico del que también derivarían las lenguas urálicas y probablemente las yucaguiras.
Sin embargo, debido a la enorme distancia en el tiempo que separaría a esas hipotéticas protolenguas, el número de posibles cognados convincentes que se ha podido reunir es mucho más escaso que para el caso del protoindoeuropeo. Es esa escasez de datos fiables lo que hace polémica la teoría, y lo que ha llevado a algunos lingüistas a sostener que, aun en caso de haber existido esas protolenguas o superfamilias, la evidencia sería tan pequeña que no podemos asegurar su existencia mediante los métodos normales del método comparativo debido a la gran profundidad temporal.